# Буршье, Уильям, 3-й граф Бат
Уильям Буршье, 3-й граф Бат (англ. William Bourchier, 3rd Earl of Bath; 29 сентября 1557 — 12 июля 1623) — английский аристократ, граф Бат (с 1561 года).

## Биография
Уильям происходил из старинного аристократического рода Буршье, он был сыном Джона Буршье, лорда Фицуорин и его супруги Фрэнсис Китсон, дочери сэра Томаса Китсона. По линии отца Уильям был внуком Джона Буршье, 2-й графа Бат, после смерти которого в 1561 году унаследовал его титулы.
С 1586 по 1623 годы Уильям Буршье был лордом-лейтенантом Девона.
Скончался 12 июля 1623 года в возрасте 65 лет; ему наследовал третий и младший сын Эдвард.

## Семья
Первой женой Уильяма Буршье была Мэри Корнуоллис, дочь сэра Томаса Корнуоллиса; этот брак был впоследствии расторгнут.
Его второй женой была Элизабет Рассел, дочь Фрэнсиса Рассела, 2-й графа Бедфорд; у супругов было 4 детей (3 сына и дочь), среди них Эдвард, наследовавший отцу.